# Linfocitopenia
La linfocitopenia o linfopenia è la presenza di un diminuito numero di linfociti nel sangue. Viene definita quando il numero di linfociti nell'adulto è inferiore a 1000-1500 per mm3 e nel bambino quando inferiore a 2500 per mm3.

## Eziologia
A differenza della linfocitosi, la linfocitopenia è un reperto non comune. Può essere rilevato in diverse malattie, soprattutto in quelle caratterizzate da immunodeficienza:
- Agammaglobulinemia legata al sesso e autosomica recessiva, caso in cui la linfocitopenia è grave ed è caratterizzante la malattia
- AIDS
- Linfogranuloma maligno
- Assenza congenita del timo
- Tubercolosi miliare e ghiandolare
- Lupus eritematoso sistemico
- Miastenia gravis
- Carcinomi in fase avanzata
- Scompenso cardiaco destro
- Pancreatite acuta
- Sarcoidosi
- Insufficienza renale cronica e acuta